# Carlos Villademoros
Carlos Jerónimo Villademoros y Palomeque (* 30. September oder 30. Dezember 1806 in Cerro Largo; † 1. Februar 1853 in Montevideo) war ein uruguayischer Politiker, Rechtsanwalt und Dichter.
Carlos Villademoros wurde als Sohn des 1811 auf Seiten der Armee der Vereinigten Provinzen verstorbenen asturischen Militärs Ramón Villademoros und der aus Montevideo stammenden Jacinta Palomeque auf der Estancia El Sarandí geboren, die seinem Großvater mütterlicherseits gehörte. Sein Taufpate war Carlos Anaya. Ab 1816 wuchs Villademoros in Montevideo auf, gelangte später über ein Stipendium nach Buenos Aires, wo er eine Tätigkeit als Rechtsanwalt aufnahm. Spätestens 1831 lebte er wieder auf dem Gebiet des nun unabhängigen Uruguay. Er war dort als ziviler und militärischer Buchprüfer tätig, veröffentlichte zu jener Zeit jedoch auch erste Gedichte und ein Drama namens "Los Treinta y Tres". Zudem war er für diverse Zeitungen wie El Eco Oriental, El Defensor de las Leyes und El Republicano tätig. Der den Blancos zugehörige Villademoros zählt als wichtigster Weggefährte des seinerzeitigen Präsidenten Manuel Oribe. Villademoros hatte als Repräsentant des Departamento Montevideo in der 3. Legislaturperiode im Zeitraum vom 15. Februar 1837 bis zum 16. Februar 1838 ein Titularmandat in der Cámara de Representantes inne. Sodann war er vom 1. September 1838 bis zum 24. Oktober 1838 und, nachdem er zwischenzeitlich Manuel Oribe ins Exil gefolgt war und 1843 die Belagerung Montevideos begann, erneut vom 17. Februar 1843 bis zum 14. April 1843 sowie vom 12. Mai 1843 bis zum Oktober 1851 Außenminister von Uruguay. Während dieser Lebensphase schrieb er für El Defensor de la Independencia Americana und heiratete 1844 Elisa Maturana, die bereits 1846 nach dem Verlust zweier Kinder starb. Nach dem Guerra Grande zog er sich aus der Politik zurück.